# Tethytheria
Tethytheria — клада ссавців, яка включає в себе сирен та хоботних, а також вимерлий ряд ембрітоподів.
Незважаючи на сильну анатомічну та молекулярну підтримку монофілію представників клади Tethytheria, взаємозв'язки між включеними таксонами залишаються спірними. Тетитери об'єднані кількома ознаками, серед яких повернуті вперед очні ямки, однакова будова молярів тощо. Хоботні і сирени мають схожу будову слухового апарату, але цей зв'язок може пояснюватися гомоплазією. Десмостилії, які традиційно включаються до Tethytheria, умовно були віднесені до непарнокопитних, поряд із ранньоеоценовою родиною Anthracobunidae, що вважалася сестринською групою Тетитерії.